# Сінко-Баю (Флорида)
Сінко-Баю (англ. Cinco Bayou) — місто (англ. town) в США, в окрузі Окалуса штату Флорида. Населення — 457 осіб (2020).

## Географія
Сінко-Баю розташоване за координатами 30°25′20″ пн. ш. 86°36′34″ зх. д. / 30.42222° пн. ш. 86.60944° зх. д. (30.422146, -86.609559).  За даними Бюро перепису населення США в 2010 році місто мало площу 0,46 км², уся площа — суходіл.

## Демографія
Згідно з переписом 2010 року, у місті мешкали 383 особи в 221 домогосподарстві у складі 90 родин. Густота населення становила 827 осіб/км².  Було 268 помешкань (579/км²).
Расовий склад населення:
| - 78,6 % — білих - 9,7 % — чорних або афроамериканців - 5,5 % — азіатів - 3,7 % — осіб інших рас |

До двох чи більше рас належало 2,6 %. Частка іспаномовних становила 6,0 % від усіх жителів.
За віковим діапазоном населення розподілялося таким чином: 11,5 % — особи молодші 18 років, 67,6 % — особи у віці 18—64 років, 20,9 % — особи у віці 65 років та старші. Медіана віку мешканця становила 44,2 року. На 100 осіб жіночої статі у місті припадало 111,6 чоловіків;  на 100 жінок у віці від 18 років та старших — 111,9 чоловіків також старших 18 років.
Середній дохід на одне домашнє господарство  становив 72 681 долар США (медіана — 59 375), а середній дохід на одну сім'ю — 81 008 доларів (медіана — 62 500). За межею бідності перебувало 20,4 % осіб, у тому числі 75,0 % дітей у віці до 18 років та 22,5 % осіб у віці 65 років та старших.
Цивільне працевлаштоване населення становило 188 осіб. Основні галузі зайнятості: публічна адміністрація — 32,4 %, освіта, охорона здоров'я та соціальна допомога — 15,4 %, науковці, спеціалісти, менеджери — 11,2 %, роздрібна торгівля — 9,6 %.